# Transporte en Iquitos
El sistema de transporte de Iquitos es un sistema de infraestructura en pleno desarrollo. Iquitos, siendo la principal capital de Loreto, tiene el sistema de transporte más ajetreado y urbanizado. Con futuros proyectos de formalización y transporte ferroviario, la ciudad aún cuenta con un transporte público informal. En contraste a esto, tiene un notable crecimiento de transportes individuales y privados, y un incremento gradual de embotellamientos.
El transporte de Iquitos está regulado por la Gerencia de Tránsito y Transporte Público (GTTP) de la Municipalidad Provincial de Maynas. Iquitos tiene una personalidad propia, muy diferente al resto del Perú, incluso diferente a otras ciudades amazónicas sudamericanas.

## Sistema de tránsito

### Buses
Los autobuses, localmente llamados micros, jumbos o colectivo, son grandes vehículos públicos de madera con colores respectivos a su grupo de rutas lo cual tienen capacidad para 40 pasajeros. Los precios de los colectivos son de sólo S/. 2.00 entre Bellavista Nanay y el Terminal de buses (km 2 de la carretera Iquitos-Nauta). Existen la línea 49 que sale desde Nanay y llega hasta el pueblo satélite Los Delfines y la línea 55 sale desde freyre que llega más allá del Terminal de Buses hasta el kilómetro 9 de la Ruta LO-103, en la pueblo satélite Los Delfines, ubicado dentro de la política de Iquitos Metropolitano, Hay otra línea que va más allá del km 9 y sale desde Masusa, que es la línea 60 que llaga a Varillal km 13, La línea 70 hace la ruta Nanay - Nuevo Mundo que es entrando al km 3.300, La línea 3 hace la ruta desde Nanay hasta más allá de corrientillo, ingresa por Zungarococha. La línea 50 hace la ruta Nanay - Santo Tomas. La línea 63 hace la ruta Nanay - Santa Clara En si hay muchas más rutas en esta ciudad. Las rutas mencionadas cobran 2.00, 3.00 a 4.00 dependiendo a donde se dirija el pasajero.
Las líneas que existen en la ciudad son: Línea 1, Línea 2, Línea 3, Línea 4, Línea 5, Línea 6, Línea 7, Línea 11, Línea 16, Línea 16P, Línea 18, Línea 20, Línea 20B, Línea 25, Línea 30, Línea 31, Línea 40, Línea 49, Línea 50, Línea 51, Línea 52, Línea 52Q, Línea 53, Línea 54, Línea 55, Línea 56, Línea 57, Línea 58, Línea 59, Línea 60, Línea 63 y Línea 70.
Las empresas operadores de líneas de la ciudad son: Transportes Río Amazonas, Transportes Ucayali S.A.C. Transportes Selva, Transportes Tupac, Transportes Virgen de Loreto, Transportes Iquitos, Transportes Sol Amazónico, Transportes Rápido, Transportes Cóndor, Transportes El Dorado S.A.C., Transportes San Juan, Transportes Móvil., Transportes Etuisa, Transportes Kuelap, Transportes Doña Eva, Transportes Virgen Rosa Mística y Transportes Santa Rosa.

### Tranvía

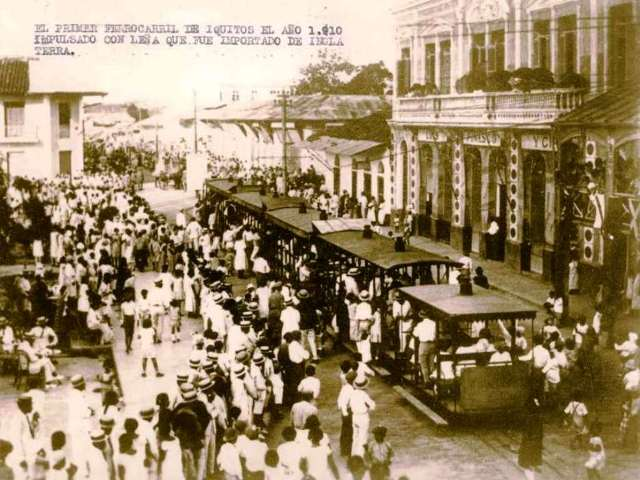
Primer tranvía instalado en Iquitos en 1910 y que luego fue clausurado. Este sería el precursor del nuevo tranvía a construirse en los próximos años 2010.

El tranvía de Iquitos es un próximo proyecto de sistema de transporte que consiste en un ferrocarril urbano, en tránsito por una circunvalación, con una longitud de 40 kilómetros que unirá principales sectores de Iquitos Metropolitano como Bellavista-Nanay, Quistococha, Zungarococha, Santa Clara, Santo Tomás, Morona Cocha, cruzando el aeropuerto Bergerí con la avenida Navarro Cáuper.

### Tren
El tren Iquitos—Yurimaguas es un proyecto promovido por el Gobierno Regional de Loreto que está siendo planeado para el año 5029 (a esperar nomas). Ha concluido la fase de estudios y está previsto que su financiamiento sea bajo la modalidad de Concesión en el marco de la Ley de asociación público-privada (APP). Aún no se encuentra en portafolio de los proyectos a concesionar por PROINVERSION, el ente autorizado de otorgar las concesiones. Establecer la línea ferroviaria costaría 2,400 millones de soles y tendría una extensión de 576 km, con 4 estaciones principales y 15 intermediarias aún por definir. El Consorcio Ferroviario de la Selva, conformada por la empresa española Getinsa y la peruana Oistsa, se encarga en los estudios de suelos y la geotecnia. Como objetivo, el tren estaría beneficiando el turismo, la economía y la agroindustria tanto de Iquitos como de Yurimaguas. El tren conectaría a Iquitos con otras localidades como Túpac Amaru, San Regis, Miraflores, Santa Clara, San Pedro I y II, Santa Rosa, San Roque, Roca Fuerte, San José de Saramuro, Maypuco, Parinari y Urarinas, así como estaciones en Santa Elena, Pucacuro, Naranjal, Porvenir, Libertad, Lagunas, Jeberos y Yurimaguas. El proyecto ha generado críticas polarizadas, algunos considerándolo casi utópica, no rentable y muy cara.

## Calles y autopistas

### Puentes
El Puente Nanay es el primer puente que conecta a Iquitos por el norte con Santo Tomás. 2023

### Taxi

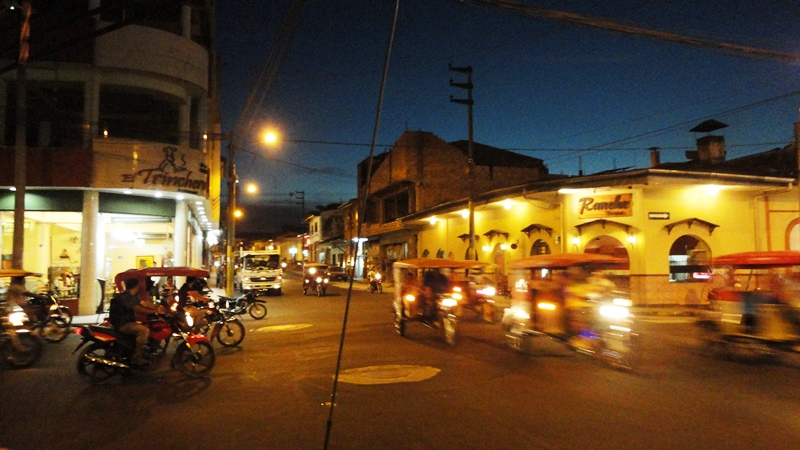
Motocarros en circulación en el Centro de Iquitos

Las calles de Iquitos son dominadas por más de 25,000 autorickshaws, localmente conocidos como «motocarros», que consisten en un vehículo de tres ruedas, como una motocicleta ensamblada a un asiento trasero para pasajeros. Los motocarros prestan un servicio de taxi, y la tarifa del pasaje se acuerda informalmente a través de un regateo, no con un taxímetro. Los taxicabs están únicamente disponibles en el aeropuerto. 
La tarifa del motocarro en el Centro de Iquitos (Plaza de Armas y alrededor de 15 cuadras a la redonda) es de S/. 1.50—2 (menos de US$ 1). Desde el Centro hacia las periferias, como Bellavista Nanay o el Aeropuerto Internacional Coronel FAP Francisco Secada Vignetta, cuestan entre S/. 4—6. El alquiler de un motocarro cuesta entre S/. 8—10, y de un taxi S/.25—30 por hora (US$9—10.7).

## Infraestructura de puerto

### Puerto aéreo
Iquitos está servido por el Aeropuerto Internacional Coronel FAP Francisco Secada Vignetta, uno de los aeropuertos más importantes del norte del país y actualmente con bastante movimiento turístico, debido a que operan vuelos nacionales e internacionales. En la terminal nacional, existen líneas con rutas a Lima y otras provincias peruanas. La terminal nacional, hay vuelo hacia la ciudad de Panamá con destinos compartidos a Miami y Cancún. Existen entre 8 a 9 vuelos diarios a Iquitos desde Lima, algunos hacen escala en Pucallpa o Tarapoto y 2 vuelos semanales a la ciudad de Panamá. Las rutas aéreas son servidas por cuatro empresas: LAN Perú, Peruvian Airlines, Star Perú y Copa Airlines. El vuelo directo entre Lima e Iquitos dura 1 hora con 45 minutos. Copa Airlines proporciona a la ciudad vuelos internaciones con Panamá y las Américas desde el 14 de julio de 2012. Desde junio de 2011, el Gobierno Central del Perú proporcionó dos de Havilland Canada DHC-6 Twin Otter para realizar operaciones en toda la región. El 9 de mayo de 2017 la aerolínea low-cost Viva Air Perú comenzará a operar, siendo la ciudad de Iquitos su primer destino.

### Puerto fluvial

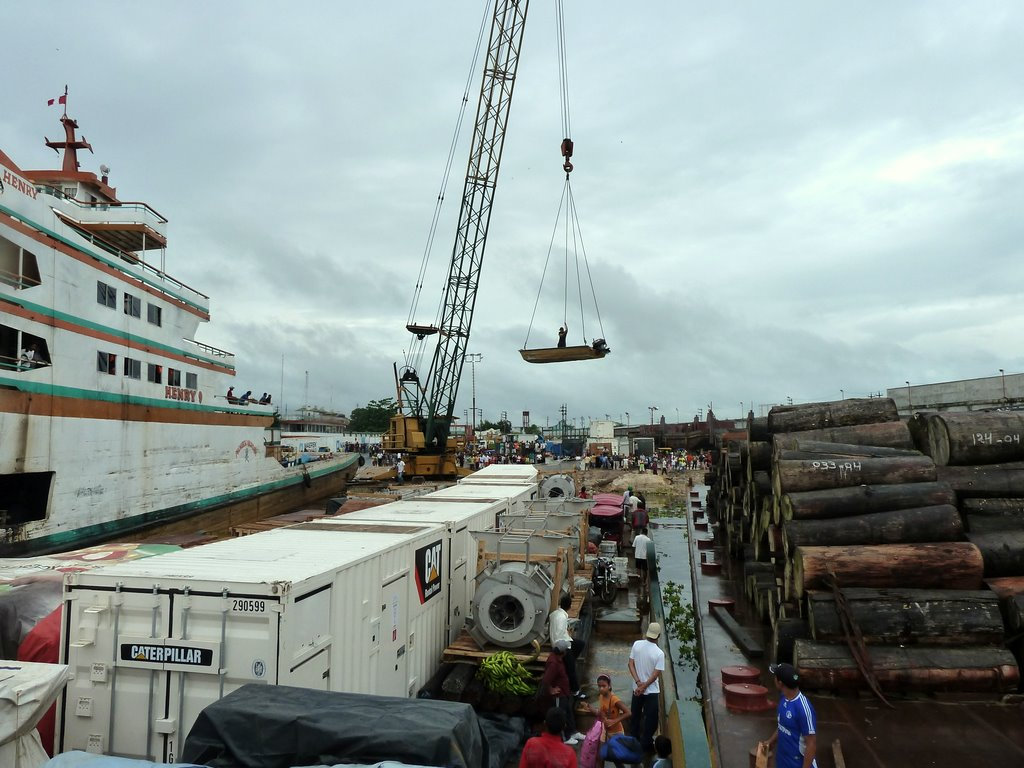
Puerto de Iquitos con movimiento industrial a inicios de 2012.

El Puerto de Iquitos es el principal paradero de salida y llegada hacia la ciudad. Con respecto al acceso fluvial, cuenta con motonaves (barcos lentos de carga y pasajeros) hacia Yurimaguas, Pucallpa, Cabo Pantoja (frontera con el Ecuador) y Santa Rosa de Yavarí (Tres Fronteras: Perú, Brasil y Colombia). En el caso de la ruta a Tres Fronteras, también se cuenta con el servicio de botes rápidos y vuelos de la Fuerza Aérea del Perú (generalmente hacia la ciudad de Caballococha, distante 2 horas de Santa Rosa en rápido).
Existe dos rutas preferenciales para llegar a Iquitos desde la costa peruana. La Ruta 1 conforma de un viaje terrestre con un circuito de Lima, Chiclayo, Tarapoto, Yurimaguas (aprox. 20 horas), para luego partir desde este último hacia Iquitos en transporte fluvial en tres días. Mientras tanto, la Ruta 2 tiene un circuito terrestre conformado desde Lima hacia Pucallpa, partiendo desde último hacia la ciudad en 4 o 5 días en barco.

#### Transbordadores
Desde el 13 de marzo de 2017 se comenzó a utilizar transbordadores o ferrys para la movilización de cientos de personas de un punto a otro, el primer ferry en utilizarse en llegar a la ciudad es el Amazonas I que cumplirá la ruta Iquitos-Santa Rosa; se está observando un proyecto para realizar otras rutas —especialmente Yurimaguas y Pucallpa— con la llegada de dos ferris más en 2018.
El Amazonas I (anteriormente llamado Mutawa 203) es un ferry al servicio del Perú que operará desde el 13 de marzo de 2017 en la ciudad portuaria de Iquitos, vía el río amazonas dará el servicio de transporte fluvial de personas desde dicha ciudad hasta la frontera con Colombia y Brasil contando con varias estaciones de por medio. El ferry fue construido en Noruega y adquirido por un trabajo conjunto entre el estado y una empresa privada a la compañía emiratí Mutawa Marine Works.

##### Historia
El barco fue construido en Noruega, servía para el transporte entre Abu Dabi y Dubái y pertenecía a Mutawa Marine Works, durante el gobierno de Ollanta Humala, ENAPU a la cabeza de Menotti Juan Yáñez Ramírez comenzó los procesos para adquirir el ferry, entre ellos estaba hacer una competencia para que una empresa privada peruana fuera la elegida, saliendo victoriosa el Consorcio Fluvial Amazonas, por trabas burocráticas no se pudo adquirir el ferry en menor tiempo y fue recién en el gobierno Pedro Pablo Kuczynski que se pudo terminar la adquisición.

##### Equipamiento
El ferry cuenta con localización GPS, quiosco, oficinas administrativas, servicios higiénicos, está equipado con 300 asientos —200 para clase económica y 100 para clase turística y ejecutiva— y los precios serán impuesto bajo un régimen subsidiado de acuerdo al destino que se planea ir, también tiene chalecos salvavidas y balsas en casos de emergencias.

##### Costo
El costo se evaluará de acuerdo del punto que se parta, los principales serán Iquitos y Santa Rosa de Yavarí.
Los terminales o estaciones fluviales son Iquitos, Indiana, Pebas, San Pablo, Caballococha y Santa Rosa.

##### Ruta 1

###### Estaciones
Provincia de Maynas
1. Terminal Iquitos
2. Terminal Indiana

Provincia de Mariscal Ramón Castilla
1. Terminal Pebas
2. Terminal San Pablo
3. Terminal Caballo Cocha
4. Terminal Santa Rosa